# 新城街道 (肥城市)
新城街道，是中华人民共和国山東省泰安市肥城市下辖的一个乡镇级行政单位。

## 行政区划
新城街道下辖以下地区：
刘庄社区、河西社区、龙山社区、桃花园社区、丰园社区、苹果园社区、滨河社区、同圆社区、向阳西社区、尚质社区、东关社区、西关社区、北关社区、老城社区、清华苑社区、贵和社区、向阳东社区、兴润社区、阳光社区、巧山社区、孙庄社区、伊家沟社区、井楼村、沙沟村、太平村、四合村、王坊村、苏庄村、军地村、闫家小庄村、李家小庄村、大桥村、尚庄村、东付村、西付村、古店村、白云村、陈刘村、孙家小庄村、赵庄村、马连村、沙窝村、东尚里村、西尚里村和南尚里村。

## 人口
2010年中国第六次人口普查时，新城街道共有人口172902人。共有家庭57800户，平均每户2.92人。14岁以下的少年儿童共30574人，占总人口17.68%；15-64岁人口共131234人，占总人口75.90%；65岁及以上的老年人共11094人，占总人口的6.416%。男性共计85286人，占总人口49.32%；女性共计87616人，占总人口50.67%。本地居住的人口中，拥有本地户籍的人口为125004人，占72.29%。